# Ахназарян, Карапет Варданович
Карапет Варданович Ахназарян (28 января 1894 — 8 февраля 1980) — советский военный, генерал-майор артиллерии (1944). Участник Первой мировой войны, Гражданской войны в России, советско-финской войны и Великой Отечественной войны.

## Биография
Родился 28 января 1894 года в Арташате, Эриванский уезд, в крестьянской семье. Прошёл 6 классов Ереванской гимназии, но вынужден был бросить учёбу и устроиться чиновником на почту.
В марте 1915 года Ахназаряна призвали в русскую императорскую армию. Через год он окончил школу прапорщиков и проходил службу в 272-м запасном пехотном полку в Новочеркасске. В первой половине 1917 года воевал на Юго-Западном фронте. Был назначен командиром пулемётной команды 74-го пехотного Ставропольского полка 19-й пехотной дивизии. За боевые заслуги был награждён знаком отличия Военного ордена, орденом Святого Владимира IV степени, орденом Святого Станислава III степени и орденом Святой Анны III и IV степеней.
Принимал участие в боевых действиях в рядах Красной армии против дашнакского правительства Республики Армения.
С 1922 по 1931 год служил на бронепоездах и в Армянской стрелковой дивизии.
В 1930 году окончил Высшее командное артиллерийское училище. С 1932 года начал преподавательскую деятельность в Закавказской объединённой военной школе и Харьковском артиллерийском училище. В 1941 году окончил Военную академию имени М. В. Фрунзе.
В преддверии Великой Отечественной войны подполковник Ахназарян занимал должность заместителя начальника артиллерийского училища по строевой и учебной части.
Великую Отечественную войну встретил, будучи заместителем начальника отряда харьковских курсантов. Позже воевал в должностях командующего артиллерией 8-й стрелковой дивизии Брянского фронта (1941—1943), командира 9-й гаубичной артиллерийской бригады, командира 64-й тяжелой артиллерийская бригады, заместителя командующего артиллерией 43-й армии 1-го Прибалтийского фронта (с 1943 года). С июня 1944 по май 1945 года — начальник артиллерии первого стрелкового корпуса 43-й армии 1-го Прибалтийского фронта.
В 1942 году стал членом ВКП(б). 19 ноября 1944 года К. В. Ахназаряну было присвоено звание генерал-майора артиллерии. За участие в Великой Отечественной войне награждён орденами Ленина, Отечественной войны I степени, пятью орденами Красного Знамени, медалью "ХХ лет РККА" и другими медалями. Совокупно за участие во всех военных конфликтах удостоен 18 наград.
По окончании войны Ахназарян продолжал служить в Советской Армии на должностях командующего артиллерией 1-го стрелкового, 5-го гвардейского Донского казачьего кавалерийского и 29-го стрелкового корпусов.
В 1953 году вышел в отставку по состоянию здоровья. Будучи на пенсии, работал в военно-научном обществе Дома офицеров гарнизона в Краснодаре.